# Rajon Chmelnyzkyj
Der Rajon Chmelnyzkyj (ukrainisch Хмельницький район/Chmelnyzkyj rajon; russisch Хмельницкий район/Chmelnizki rajon) ist ein ukrainischer Rajon mit etwa 670.000 Einwohnern. Er liegt in der Oblast Chmelnyzkyj und hat eine Fläche von 10756 km², der Verwaltungssitz befindet sich in der namensgebenden Stadt Chmelnyzkyj.

## Geographie
Der Rajon liegt im Zentrum der Oblast Chmelnyzkyj und grenzt im Norden an den Rajon Schepetiwka, im Nordosten an den Rajon Schytomyr (in der Oblast Schytomyr gelegen), im Osten an den Rajon Chmilnyk und den Rajon Winnyzja (in der Oblast Winnyzja gelegen), im Südosten an den Rajon Schmerynka (Oblast Winnyzja), im Süden an den Rajon Kamjanez-Podilskyj, im Südwesten an den Rajon Tschortkiw (in der Oblast Ternopil gelegen), im Westen an den Rajon Ternopil (Oblast Ternopil) sowie im Nordwesten an den Rajon Kremenez (Oblast Ternopil).

## Geschichte
Der Rajon wurde am 7. März 1923 gegründet. Am 17. Juli 2020 kam es im Zuge einer großen Rajonsreform zur Auflösung des alten Rajons und einer Neugründung unter Vergrößerung des Rajonsgebietes um die Rajone Deraschnja, Jarmolynzi, Horodok, Krassyliw, Letytschiw, Stara Synjawa, Starokostjantyniw, Teofipol, Winkiwzi und Wolotschysk sowie der bis dahin unter Oblastverwaltung stehenden Städte Chmelnyzkyj und Starokostjantyniw.

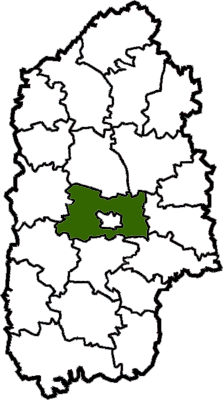
Rajon Chmelnyzkyj bis Juli 2020
Rajonsgebiet ab Juli 2020

## Administrative Gliederung
Auf kommunaler Ebene ist der Rajon in 27 Hromadas (6 Stadtgemeinden, 12 Siedlungsgemeinden und 9 Landgemeinden) unterteilt, denen jeweils einzelne Ortschaften untergeordnet sind.
Zum Verwaltungsgebiet gehören:
- 6 Städte
- 14 Siedlung städtischen Typs
- 727 Dörfer
- 2 Ansiedlungen

Die Hromadas sind im Einzelnen:
- Stadtgemeinde Chmelnyzkyj
- Stadtgemeinde Deraschnja
- Stadtgemeinde Horodok
- Stadtgemeinde Krassyliw
- Stadtgemeinde Starokostjantyniw
- Stadtgemeinde Wolotschysk
- Siedlungsgemeinde Antoniny
- Siedlungsgemeinde Jarmolynzi
- Siedlungsgemeinde Letytschiw
- Siedlungsgemeinde Narkewytschi
- Siedlungsgemeinde Medschybisch
- Siedlungsgemeinde Sataniw
- Siedlungsgemeinde Stara Synjawa
- Siedlungsgemeinde Teofipol
- Siedlungsgemeinde Tschornyj Ostriw
- Siedlungsgemeinde Wijtiwzi
- Siedlungsgemeinde Winkiwzi
- Siedlungsgemeinde Wowkowynzi
- Landgemeinde Hwardijske
- Landgemeinde Lissowi Hryniwzi
- Landgemeinde Myroljubne
- Landgemeinde Rossoscha
- Landgemeinde Saslutschne
- Landgemeinde Schtschyboriwka
- Landgemeinde Sinkiw
- Landgemeinde Solobkiwzi
- Landgemeinde Staryj Ostropil